# Берестове (Берестинський район)
Берестове́ —  село в Україні, у Берестинському районі Харківської області. Населення становить 144 осіб. Орган місцевого самоврядування — Катеринівська сільська рада.
Після ліквідації Сахновщинського району 19 липня 2020 року село увійшло до Красноградського (Берестинського) району.

## Географія
Село Берестове знаходиться на відстані 3 км від річки Оріль (правий берег). На відстані 1,5 км розташовані села Катеринівка та Новодмитрівка. По селу протікає пересихаючий струмок з декількома загатами.

## Історія
- 1860 - дата заснування.